# Столкновения в Южном Дарфуре
Столкновения в Южном Дарфуре — серия из двух вооружённых столкновений между сепаратистами Южного Судана и правительственными войсками в южнодарфурском городе Балбалла. Участие последних оспаривается. Также, предположительно, в боях участвовало кочевое арабское племя ризейгат. Стычки произошли незадолго до объявления результатов всеобщих выборов в Судане, по результату которого президент страны Омар аль-Башир остался на новый срок, а Народно-освободительное движение Судана сохранило контроль над полуавтономным югом страны.

## Столкновения
Доподлинно неизвестно, кто был инициатором столкновений. Представители НАОС утверждают, что нападавшие были военнослужащими правительственной армии, которые использовали при нападении четыре пикапа с установленными пулемётами. Официальный Хартум отрицает какую-либо причастность к этому инциденту, обвиняя во всём кочевое арабское племя ризейгат, назвав это «явным нарушением» мирного соглашения 2005 года. Представитель племени подтвердил агентству France Presse, что его соплеменники участвовали в бою с оппозиционерами за новые пастбища для скота. НАОС опровергла это, заявив, что ризейгаты не были оснащены пикапами. Губернатор соседней провинции Бахр-эль-Газаль только подтвердил столкновение между НАОС и «вооружёнными людьми», которое привело к жертвам с обеих сторон. Чиновник заявил, что встретится с властями Дарфура, чтобы обсудить этот вопрос.
Первое нападение произошло в Балбалла, Южный Дарфур, и, по словам лидера племени ризейгат, привело к гибели по меньшей мере 58 членов племени и ранению еще 85 человек. Ризейгаты ранее были вовлечены в конфликт с другими кочевыми племенами в 2009 году, столкновения с которыми унесли жизни 900 человек. НАОС связана с Народно-освободительным движением Судана, которое управляет полуавтономным регионом Южный Судан, и ему было разрешено сохранить армию после мирного соглашения, завершившего вторую гражданскую войну в Судане в 2005 году.
НАОС заявила, что 25 апреля было совершено ещё одно нападение на её силы в этом районе. Это нападение произошло в районе Раджа и заставило войска сепаратистов отступить. Из приблизительно 100 человек в этом районе лишь 47 удалось уйти от противника.